# شهرستان بلوفسکی (استان کورسک)
شهرستان بلوفسکی (به لاتین: Belovsky District) یک شهرستان در روسیه است که در استان کورسک واقع شده‌است.